# Philipp Kovacs
 Philipp Kovacs-Bürckert (* 15. Oktober 1982 in Heilbronn) ist ein deutscher Koch.

## Werdegang
Nach der Ausbildung kochte Kovacs im Adler in Asperg (ein  Michelinstern), im  Alpenblick in Interlaken (ein Michelinstern) und im Restaurant 181 bei  Otto Koch in München (ein Michelinstern). Dann ging er nach Portugal zur Vila Joya in Albufeira  bei Küchenchef Dieter Koschina (zwei Michelinsterne). Dazwischen bildete er sich mit Praktika bei den Spitzenköchen Dieter Müller und Philippe Rochat weiter.
Seit 2012 ist er Küchenchef im Restaurant Goldberg in Fellbach, das im November 2015 mit einem Michelinstern ausgezeichnet wurde. 2021 kam der zweite Stern hinzu. Seinen Kochstil beschreibt er als eine auf das Wesentliche reduzierte Cross Culture Küche. 2017 änderte er seinen Namen auf Kovacs-Bürckert. Im Juli 2022 wurde das Restaurant Goldberg geschlossen.
Seit Juli 2024 ist Philipp Kovacs Küchenchef im Dekra Club, einem exklusiven Business-Restaurant von Dekra.

## Auszeichnungen
- 2015: Ein Stern im Guide Michelin 2016 für das Goldberg Restaurant
- 2021: Zwei Michelinsterne für das Goldberg Restaurant